# فور (جزیره)

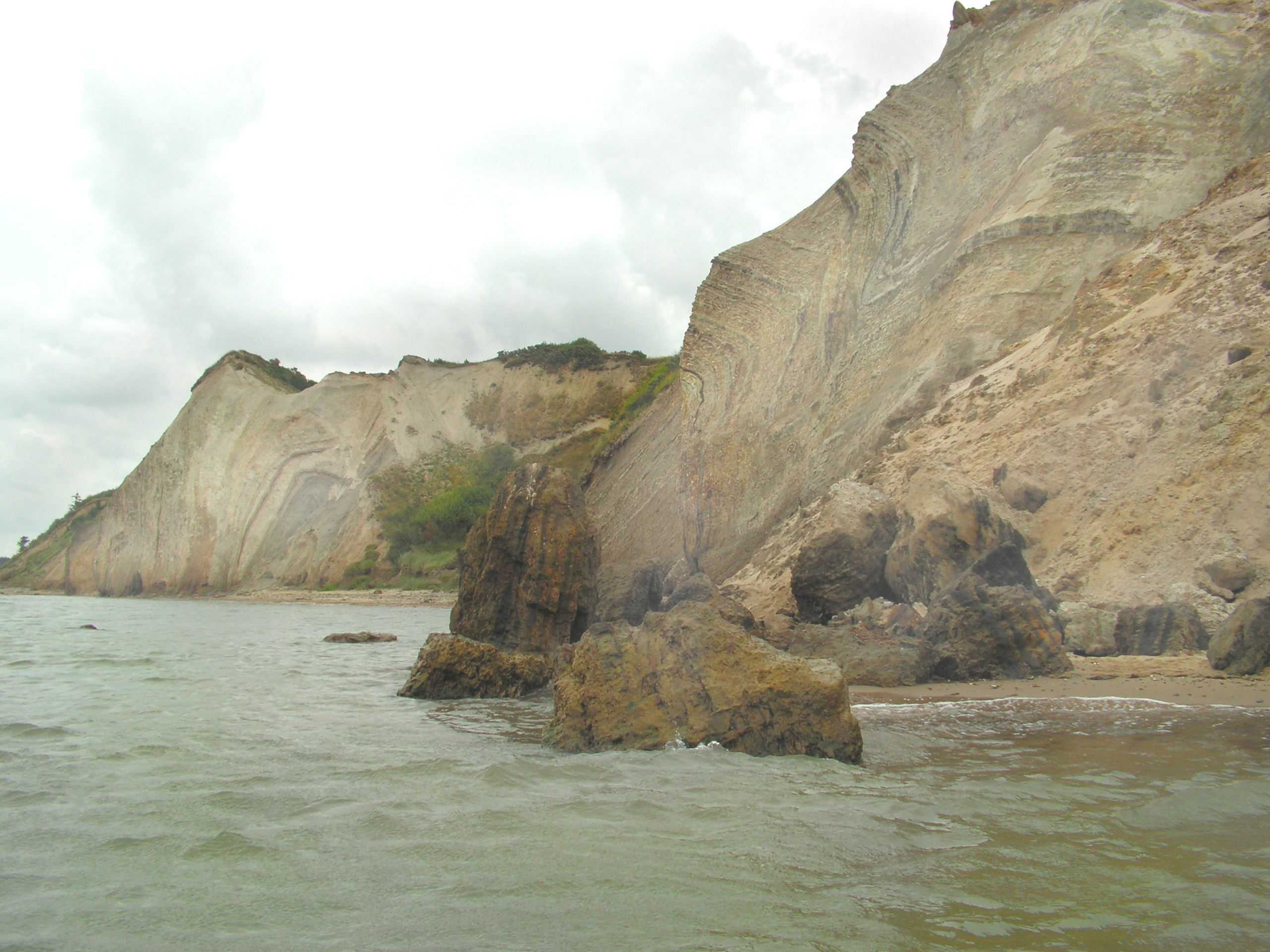
نمایی از فور، یک جزیره دانمارکی در لیمفیورد - ۲۰۰۷

فور (دانمارکی: Fur) یک جزیره دانمارکی در لیمفیورد است. فور در سال ۲۰۲۰ ۷۶۷ تن جمعیت داشت. بزرگ‌ترین شهر جزیره ندربای با ۵۶۵ تن جمعیت است. این جزیره ۲۲ کیلومتر مربع مساحت دارد و تا سال ۱۸۶۰ بدون جنگل بود. امروزه چندین جنگل برروی این جزیره قرار دارند.